# La Chevauchée des bactéries
La Chevauchée des bactéries  est le cinquième tome de la série de bandes dessinées Lanfeust des Étoiles, paru en en décembre 2005. Scénarisée par Christophe Arleston et dessinée par Didier Tarquin, cette série est la suite directe de Lanfeust de Troy.

## Synopsis
Lanfeust, Swiip et Qäm sont aspirés et terminent leur course sur la planète Pathacelses, dans les filtres des pompes. Ils tentent de prendre la fuite, mais malheureusement, ils sont capturés par des Pathacelses opportunistes et peu scrupuleux, qui voient en Swiip un moyen de faire de l'argent facilement. M'otha est également coincé dans un filtre, mais il réussit à passer et remonter vers une planète en passant dans une porte qui pompe de l'eau. La planète en question, c'est Troy !
Après leur capture, Lanfeust, Swiip et Qäm sont vendus en tant qu'esclave, alors qu'Oho Seth, représentant l'autorité galactique, arrive sur la planète pour faire arrêter les méfaits des Pathacelses, condamnés par le tribunal des mondes (grâce aux preuves qu'il a ramené sur Meirrion, ils ont été jugés coupable du pillage de l'eau). Oho Seth, accompagné par l'armée, détruit les pompes et les installations des pathacelses. Le vol de l'eau est ainsi interrompu. La planète est à feu et à sang alors que Lanfeust et son équipe réussissent à s'enfuir. Le commodore de la flotte Meirrionide perd son sang froid et outrepasse ses droits, il extermine la population pathacelses, c'est un véritable génocide.
Lanfeust s'enfuit vers le nord grâce à des créatures appelées Kungs, des singes géants et pacifiques, puis arrive au pays des Hrölfs, près des sources chaudes où l'on peut trouver la bactérie Gawlax. La troupe est contrainte et forcée une nouvelle fois de partir en toute précipitation, car les Hrölfs avaient l'intention de sacrifier la vie de Lanfeust. Ils sont récupérés et sauvés des eaux (dont ils récupèrent des bactéries) par un vaisseau mystérieux.
Ce n'est autre que Swiip, vivant à cette époque, mais plus jeune de 4 000 ans… Il fut prévenu par une créature appelée  Lumparo, rencontrée en cage pendant l'esclavage sur Pathacelses. Swiip, met tous ses moyens en œuvre pour permettre à Lanfeust, Swiip et Qäm de repartir vers le présent. Il trouve un vaisseau foreur de temps, mais il est condamné pour cette action (violation des lois interdisant le voyage temporel), à finir ses jours dans une stase (c'est Lanfeust qui libèrera Swiip de cette stase 4 000 ans plus tard… (cf. Un, deux... Troy))…
Le voyage dans le temps est une réussite et leur permet de revenir sur la planète Abraxar, mais malheureusement 16 ans après leur départ. L'imprécision du matériel et du vaisseau a créé un décalage temporel de quelques années. À leur arrivée, Cixi est une princesse meirrionide, ayant sous contrôle la commandite astéroïdaire, en lieu et place du prince Cenrhyr. Lanfeust découvre avec stupéfaction qu'il est père d'un adolescent de 16 ans prénommé Glin, conçu avec Cixi, juste avant sa téléportation dans le temps. Le retour est difficile pour Lanfeust, car il est difficilement accepté par Glin, après ces 16 ans d'absence,.

## Les secrets de l'album
Arleston fait, comme dans la plupart des BD qu'il écrit, des jeux de mots, des petits jeux ou messages cachés, des allusions ou clins d'œil à la culture télévisuelle, cinématographique ou tout simplement contemporaine :
Titre : La Chevauchées de Bactéries fait référence au prélude d'opéra La Chevauchée des Walkyries écrite par Richard Wagner.
Page 12 - case 3 : Un pathacelse doit payer en « zbrouf ». Les Nuls, dans Objectif : nul payaient en brouzouf.
Page 20 - case 4 : À côté de l'épée de Lanfeust, on aperçoit divers accessoires appartenant à Indiana Jones. S'y trouvent notamment le fouet, le chapeau, sa sacoche. La statuette sur la gauche est celle des Aventuriers de l'arche perdue
Page 42 - case 11 : « Un pathacelse s'est changé en poule. Indice : il va bientôt mourir » est écrit à l'envers sur la caisse située à gauche.
Page 46 - case 9 : Le vaisseau s'appelle « P'tit Anick Pincess », en référence aux paquebots Titanic et Star Princess.

## Publication
- Soleil Productions, décembre 2005,  (ISBN 2-84946-318-3)